# A Fool for You
Singles de Ray Charles and his Band
Greenbacks
(1955) Hallelujah I Love Her So
(1956)
A Fool for You est une chanson de blues écrite et sortie en single par Ray Charles en juin 1955 sur le label Atlantic,. Il s'agit du second titre de Ray Charles classé no 1 dans le palmarès Rhythm & Blues Records du magazine Billboard.

## Historique
Au printemps 1955, Ray est en tournée. Son agenda ne lui permet pas de revenir à New York pour une nouvelle session d'enregistrement. Ce sont donc Ahmet Ertegün et Jerry Wexler qui font le déplacement. La séance a lieu au petit matin du 23 avril 1955 dans les locaux de la radio locale WMAQ à Miami. Ray et son orchestre, qui se produisaient la veille au Palms à Hallendale devant 10 000 personnes, n'ont eu que quelques heures pour se reposer. Ils enregistrent quatre morceaux : A Bit of Soul, Hard Times, This Little Girl of Mine et A Fool for You.
La chanson est inspirée par la structure et les harmonies du gospel, avec un tempo en 
 rythmé par le piano. Mais les paroles sont tout à fait profanes. C'est avec ce type de chansons que Ray Charles participe à l'invention de la musique soul.

## Personnel
- Chant et piano par Ray Charles
- Instrument par les instrumentistes de Ray Charles.
- Production par Jerry Wexler.

## Reprises notables
Parmi les artistes ayant enregistré A Fool for You, on compte notamment :
- 1958 : Harry Belafonte sur son album Belafonte Sings the Blues
- 1965 : Ike et Tina Turner sur l'album The Ike & Tina Turner Show (Vol. 2)[7].
- 1967 : Stevie Wonder sur l'album I Was Made To Love Her.
- 1968 : Otis Redding sur l'album posthume The Immortal Otis Redding.
- 1994 : Otis Rush sur Ain't Enough Comin' In.
- 1994 : Van Morrison dans un medley avec Vanlose Stairway et Trans-Euro Train sur l'album live A Night in San Francisco.
- 1995 : The Jackson Five sur l'album Soulsation! 25th Anniversary Collection.
- 1997 : Van Morrison en concert à Montreux, sorti en 2019 sur l'édition Deluxe de l'album The Healing Game.

## Utilisation dans les médias
L'enregistrement de A Fool for You par Ray Charles est présente dans le film Hurricane Carter de Norman Jewison avec Denzel Washington en 1999. Elle figure également en 2003 dans Red, White and Blues, 6e épisode de la série documentaire Martin Scorsese Presents… The Blues.